# Кардаші (Конотопський район)
Кардаші́ — село в Україні, у Конотопському районі Сумської області. Населення становить 89 осіб. До 2018 орган місцевого самоврядування — Сафонівська сільська рада.

## Географія
Село Кардаші знаходиться за 3,5 км від правого берега річки Сейм. На відстані 1,5 км розташовані села Зозулине і Чорнобривкине, за 4,5 км — місто Путивль. До села примикає лісовий масив урочище Спадщанський ліс.

## Назва
З татарської мови «Кардаш» перекладається як родич, братик, у переносному значенні: друг.

## Історія
Село Кардаші засновані в другій половині XVI ст.
У січні 1918 року в селі була встановлена Радянська влада. У 1941—1942 рр.допомагали продовольством бійцям Путивльського партизанського загону С. А. Ковпака. Крім того, вони передавали народним месникам розвідувальні дані. На фронтах Німецько-радянської війни билися 290 жителів села, 103 з яких загинули смертю хоробрих, 160 удостоєні урядових нагород.
12 червня 2020 року, відповідно до розпорядження Кабінету Міністрів України № 723-р «Про визначення адміністративних центрів та затвердження територій територіальних громад Сумської області», село увійшло до складу Путивльської міської громади.
19 липня 2020 року, в результаті адміністративно-територіальної реформи та ліквідації Путивльського району, увійшло до складу новоутвореного Конотопського району.

## Населення
Згідно з переписом УРСР 1989 року чисельність наявного населення села становила 97 осіб, з яких 38 чоловіків та 59 жінок.
За переписом населення України 2001 року в селі мешкало 89 осіб.

### Мова
Розподіл населення за рідною мовою за даними перепису 2001 року:
| Мова       | Чисельність | Відсоток |
| ---------- | ----------- | -------- |
| українська | 49          | 55,06%   |
| російська  | 40          | 44,94%   |
| Усього     | 89          | 100%     |